# Pontifícia Universidade Católica de Minas Gerais
Pontifícia Universidade Católica de Minas Gerais (PUC-MG) este o instituție de invățământ superior de stat din Belo Horizonte, Minas Gerais, Brazilia.
A fost înființată în anul 1958.